# 人工内耳

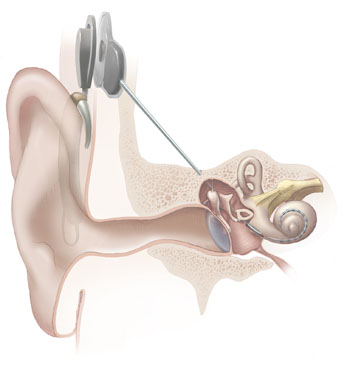
人工内耳の内部構造

人工内耳（じんこうないじ、英：Cochlear implant）は、聴覚障害者の内耳の蝸牛に電極を接触させ、聴覚を補助する器具である。
装着と訓練により、中途失聴者が一定程度音声を聞き取れるようになったり、聴覚障害のある乳幼児の言語発達を支援できる場合がある。
日本では一部の機器に健康保険が適用される。

## 構成

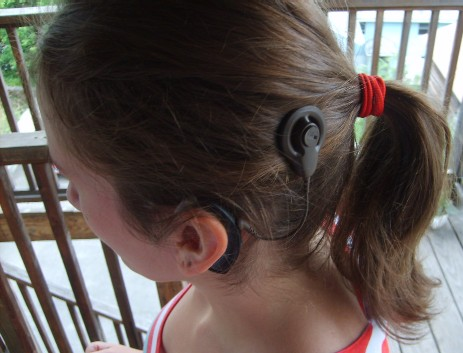
実際の利用例。黒色の機器が人工内耳の体外部である。後頭部には磁石によって張り付いている送信コイル、耳の上部から裏にかけて耳掛けマイクとスピーチプロセッサなどが見える。

人工内耳は体内装置と体外装置とから成る。体内装置は手術で埋め込まれ、原則として交換しない。体外装置は耳にかけるなどして装着し、必要があれば容易に交換可能である。体内装置の電源は体外装置から電磁誘導により供給される。
体外装置はマイクロホン、音声分析装置、刺激電極、電波の送・受信機からなる。マイクロホンが外の音声をとらえ、音声分析装置で音を電気信号に変換する。電気信号は、非接触で体内装置へ送られ、内耳にある電極へ送られ、電極が聴覚神経を刺激する。蝸牛は部位による周波数特異性をもつので、電極は複数個埋め込む。どの電極をどの程度刺激するかは音声分析装置の中のプロセッサが決定する。
初期の人工内耳システムの対外装置は、耳にかけるマイクロホンと、胸ポケットに入れるプロセッサ、後頭部の送信コイルの3点から構成する。のちにプロセッサを小型化して耳掛け部分に内蔵した機種が開発され、外観上耳掛け式補聴器に似ている。送信コイルに全てを集約して耳掛け部分を排したコイル一体型の機種もある。2022年現在は、耳掛け式の機種とコイル一体型の機種が併売されている。

## 効果
人工内耳の装着により、聴力レベルが90 - 100デシベル (dB) 以上から35 - 40dB程度に改善が見られる事例が多い。電極の数とプロセッサのプログラミングや処理能力は限界があり蝸牛本来の信号は得られないが、相当程度で言葉の聴き取りを可能とする。劇的な改善が見られる者や、体感効果が薄く使用を中止する者など、効果は個人差が大きい。
失聴時期と人工内耳の施術時期により効果は大きく異なる。早期の手術は効果が高いとされるが、自己選択できない乳幼児の手術は議論がある（#手術の時期）。聴覚による音声言語の獲得後、事故や病気で難聴になった中途失聴者の場合、人工内耳で言葉の判別が可能となる場合が多い。

### 人工内耳と認知機能向上
人工内耳や補聴器の使用は、認知能力を向上させる。

### 人工内耳とQOL
人工内耳が単に音声言語の使用可能性の問題に留まらず、装用者の生活の質 (QOL:Quality of Life) に大きな影響を及ぼす事例報告がある。調査対象とした中途失聴者の二つの事例で、人工内耳装用が障害認識と障害受容の面でも大きな効果をもたらしたとされ、職場のストレスの低減や、鳥や虫の鳴き声に季節を感じるようになった。このろう者は自然言語としての手話の話者である重度聴覚障害者ではなく、医学的聾者である。
乳幼児で、音声言語による会話（バーバル・コミュニケーション）だけでなく非言語コミュニケーション（ノンバーバル・コミュニケーション）の量も飛躍的に増大し、親子ともにQOLが改善した事例報告がある。

### 人工内耳と手話・指文字
日本で人工内耳を先天性の重度聴覚障害児が装用して、当該児とコミュニケーションを断念していた親族が積極的に手話や指文字を学んでコミュニケーションを試みるようになった事例報告がある。

## 留意点
人工内耳の手術は顔面神経の麻痺や痙攣など若干のリスクがある。日本の成人女性の二つの事例でいずれも手術後数か月間顔面神経の麻痺が見られた。1995年までの26件中の症例で2件の顔面神経刺激の報告事例がある。
元来の聴覚者が聴覚を失った場合、埋め込み手術後に音に慣れるために1 - 2か月程度のリハビリテーションを要する。リハビリテーション後は、電話の会話が可能な程度に回復する言葉例も多い。概ね5歳以降の難聴は言語習得期間後となり、言語習得機能上は成人とほぼ変わらない。
体内に機械を埋め込む事に抵抗を感じる人が多い。

## 人工内耳の利用状況
鳥越隆士「バイリンガルろう教育の展開-スウェーデンからの報告」によると、スウェーデンでは新たに生まれるろう児の90%は人工内耳手術を受けているとされる。

## 手術の時期
本庄巌によれば2歳未満で、あるいは生まれつき難聴の場合、人工内耳手術の年齢が音・言葉判別の能力を大きく左右する。乳幼児の頃に人工内耳を埋め込めば聴者に近いレベルで音を判別する能力を得る可能性が少なくない。一方、ろう者として成長した後の施術の場合には、前頭葉内にある聴覚を司る聴覚皮質が音に対する刺激を受けないまま育っているため、人工内耳を埋め込んでもそもそも音を信号として受け取ることが難しく、聴覚言語を理解できるようになる見込みはごく小さい。本庄よれば、2歳から4歳程度の言語習得期間に難聴になった場合も、内耳を通して入ってくる音と言語を結びつける脳内のネットワークが未発達な状態で難聴になってしまうため、仮に手術をしたとしても音と言葉を結びつけることが難しく、聴覚言語の判別や発話には相当な訓練期間を要する。本庄によれば、その後も聴覚言語の判別率が低く、読話や手話を好む傾向が強い。
日本耳鼻咽喉科学会の人工内耳適応基準の年齢下限が2006年に2歳から1.5歳に、2014年に1.5歳から1歳に引き下げられた。
乳幼児を手術した場合、1年以上をかけてオーディオロジストなどの専門家をまじえて経過を観察しケアする。

### 乳幼児の人工内耳手術に関する諸論
乳幼児への手術については、当人の自由意志ではなく親の意思により手術の決断がなされることに関わる倫理的問題が指摘される。ろう者として生きるか聴者として生きるかの選択ができない段階の乳幼児を持つ親が当人に代わって人工内耳を選択しようとすることを、聴能主義（エイブリズム、健常主義の一種）的態度であるとして問題視する立ち場がある。
人工内耳が生む神経刺激から言語情報を取り出せるようになるまでには長い訓練と労力が必要とされ、そのために手話に触れることが遅れ、言語獲得に適した時期に手話を母語として獲得するチャンスが阻害される場合がある。
イギリスで人工内耳の普及を推進するThe Ear Foundationの著者らと英国聴覚障害児協会の著者が2007年に公表した調査で、イギリスの2つの人工内耳センターの生徒から抽出した128名のうち調査に同意した約30名（年齢は13歳から17歳で、人工内耳手術を受けた時期はそれぞれ異なる）に構造化面接法で質問を行い、肯定的な結果を得た。
- 生徒の3分の2は音声言語を選好し、3分の1は音声言語と手話を選好している。相手によって音声言語か手話かを柔軟に使い分けできる生徒が大半である。
- 会話が家族に「常に又はほとんどの場合に」理解されていると感じている生徒が回答者の3分の2程度。
- 生徒は、聴こえない世界と聴こえる世界の両方に所属していると感じており、そのことをポジティブに受け止めている。
- 生徒のうち多数が、人工内耳を付けるかどうかの判断に自分の意思が関係しなかったと答えた（18人、62%）。自分の意思が関係したと答えたのは8歳より後に付けた生徒のみであった。自分にかわって親が判断したことについて恨む回答はなく、むしろ肯定的な捉え方が多かった。

Sara Novicは人工内耳は訓練と労力を必要とする機器である点、成人聾者が機器を利用して聴覚言語と読話と手話とを併用することは珍しくない点を指摘し、乳幼児に人工内耳を装着させる判断をする場合も、聴覚言語だけでなく手話の学習環境も与えることを奨励する。
全日本ろうあ連盟は2016年の声明で、日本での人工内耳装着児の増加を受けて、聴者である保護者が児童も自分たちと同じ言語で育つことを望む心情は理解できるとした上で、児童が口話でなく手話で育つことは不幸ではないことを保護者らが理解することを希望し、聴力の程度や障害の様態に応じて手話で育つ方が当人に適した選択である可能性や口話と手話のバイリンガル教育の可能性も検討するよう保護者らに呼びかけた。
日本で聴覚障害児の保護者が人工内耳装用について検討する際に、乳幼児の人工内耳装用に反対する団体の問題を考慮する事例の報告がある。

## 関連文献
日本語のオープンアクセス文献
- 枝松秀雄「人工内耳 : 聾からの聴力回復と社会復帰」『東邦醫學會雜誌』第52巻第5号、東邦大学、2005年9月、290-295頁、ISSN 00408670、NAID 110004631710。 (要購読契約)
- 武田篤「人工内耳装用者の実生活での使用状況 : 日常生活のアンケート調査から」『秋田大学教育文化学部研究紀要 教育科学』第60巻、秋田大学教育文化学部、2005年3月、45-50頁、ISSN 13485288、NAID 110004614461。
- 関要次郎「聴力回復 : 人工内耳から聴性脳幹インプラントへ」『脳神経外科ジャーナル』第11巻第5号、日本脳神経外科コングレス、2002年、320-325頁、doi:10.7887/jcns.11.320、ISSN 0917-950X、NAID 110003812402。